# Nicolas Jarry (calligraphe)
Pour les articles homonymes, voir Nicolas Jarry et Jarry.
Nicolas Jarry, né vers 1615 et mort en 1666, est un maître écrivain français.

## Biographie
Jarry fut sans doute le plus célèbre maître écrivain de son temps. Il est marié avec Françoise Lescaillon, de qui il a au moins neuf enfants nés entre avril 1635 et avril 1650 et meurt en 1666. Il habite successivement rue Plâtrière, puis sur le Pont-au-Change. Sa fille Anne se marie en novembre 1658 avec Umbert Uffray, bourgeois de la ville de Lyon.
Il a été au service du roi Louis XIV, et fut reçu en 1640 dans la Communauté des maîtres écrivains du faubourg Saint-Germain (fusionnée plus tard avec celle de Paris). À côté d'une très riche production, essentiellement consacrée aux livres de piété ou d'office, Jarry tient entre 1635 environ et 1666 la charge de noteur de la chapelle de sa Majesté, qui consistait à copier et prendre soin des livres de musique manuscrits de la chapelle du roi, charge qu'on suppose à cette époque être presque honorifique. Il recevait 30 livres par an pour cet office (une somme dérisoire). Même si l'on dispose de quelques reçus de gages en 1664 et 1666, on ne connaît aucun manuscrit qui puisse être associé stricto sensu à cette charge. Jarry fit tardivement mention de cette charge de noteur après sa signature, sur quelques manuscrits relatifs à la messe ou aux offices de l'église, dans les années 1659-1664. Cette même charge de noteur fut brièvement revendiquée en 1668 par Jean Jarry, probablement un fils, mais sans succès ; elle passa en fait dès le décès de Jarry en 1666 dans les mains de Robert III Ballard, imprimeur-libraire en musique, puis de ses descendants jusqu'au milieu du XVIIIe siècle.
On connaît un disciple de Jarry en la personne du maître écrivain Charles Gilbert.

## Œuvres

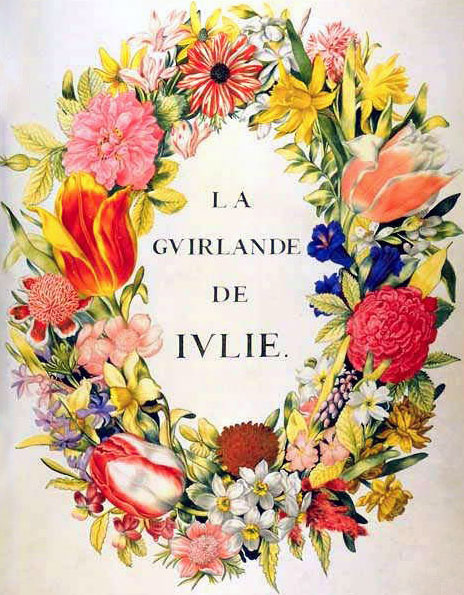
La Guirlande de Julie, illustrée par Nicolas Robert, 1641

Jarry est un maître écrivain dont la production est très soignée et particulièrement abondante (plus d'une trentaine de livres) compte tenu de la courte durée de son exercice.
Très prisée dès le XVIIe siècle et toujours recherchée des bibliophiles, sa production consiste essentiellement en livres de liturgie et de dévotion. S'y trouvent notamment plusieurs copies de la Preparatio ad missam, un Psautier de Jésus, des Offices de la Vierge Marie, des Heures de Notre-Dame, Benedictiones pontificales, etc. Ses livres étaient souvent ornés d'un frontispice gouaché et de bordures dorées ; ils sont généralement écrits sur vélin et en petit format. Jarry excellait dans la copie des caractères romains et italiques, modèles plus proches de la typographie que de la calligraphie et, de fait, malaisés à reproduire.
Les dédicataires de ses œuvres sont des notables de haut rang, tels Dominique Séguier, Gaston d'Orléans, le cardinal de Richelieu, Louis XIV, Anne d'Autriche, Nicolas Fouquet...
Jarry a également copié des pièces profanes : livres de poésie française ou italienne, éloges, tels La prigione di Filindo il Constante, Le Temple de la Gloire de René de Bruc de Montplaisir, ou Adonis de La Fontaine, les pièces de Tristan L'Hermite. Son manuscrit le plus connu est sans doute La Guirlande de Julie, un recueil de poésies (des madrigaux) que le duc de Montausier offrit à Julie d'Angennes, dans le cadre du salon littéraire tenu par sa mère, la marquise de Rambouillet. Cette œuvre est connue en plusieurs copies plus ou moins élaborées. Voir celle numérisée sur Gallica.
En matière de musique polyphonique, on ne connaît que deux manuscrits de la main de Jarry : d'une part, le motet à deux chœurs Angeli, archangeli de Jean Veillot, copié sur vélin, signé et daté de 1644 (Paris BNF (Mus.) : RES-VM1-256, numérisé sur Gallica), et un recueil de vingt-trois airs à deux voix intitulé Airs nouveaux de la Cour, également signé, copié sur vélin à l'intention probablement d'un membre de la famille Painel-Marcel (Washington, bibliothèque du Congrès). Jarry utilise dans ces deux pièces une graphie en fer-de-lance similaire aux caractères typographiques.

## Réception
Ses manuscrits ont été collectionnés avec avidité, et certains qui ne sont pas signés du maître écrivain lui ont parfois été attribués à tort. On en a repéré environ une centaine ; ceux qui sont datés se situent entre 1633 et 1665. Les plus grandes collections bibliophiliques en ont possédé :
- la collection Smith-Lesouëf (3 livres), maintenant à la Bibliothèque nationale de France,
- la collection Hutton (2 livres),
- la collection Rothschild (2 livres), maintenant à la Bibliothèque nationale de France (Mss.),
- la collection Wing (2 livres), maintenant à la Newberry Library, Chicago,
- la collection Yemeniz,
- la collection John M. Schiff (De Ricci II p. 1818-1819),
- la Bibliothèque Mazarine (3 livres : Ms. 2211, 2212, 2213), voir Calames,
- la collection Dutuit (maintenant au Petit Palais à Paris),
- la collection Beinecke, à Yale University Library, New Haven (CN),
- la collection L. Potier (vente mars 1870) : le Livre de prières (1649-1651) ; Preparatio ad missam (1633), aux armes de Séguier ; les Sept offices de la semaine (1665),
- le Victoria & Albert Museum, (L'Office de la Vierge)
- et surtout la collection d'Armand Cigongne, achetée en bloc par le duc d'Aumale, maintenant conservée à la bibliothèque du musée Condé à Chantilly. Cette seule bibliothèque en conserve une quinzaine. La liste est accessible via le catalogue Calames.